# Agrotis baleense
Agrotis baleense är en fjärilsart som beskrevs av François Louis Nompar de Caumont de Laporte 1977. Agrotis baleense ingår i släktet Agrotis och familjen nattflyn. Inga underarter finns listade i Catalogue of Life.